# Uitsluitingsprincipe van Pauli
Het uitsluitingsprincipe van Pauli is een kwantummechanisch principe dat stelt dat twee identieke fermionen niet dezelfde kwantumtoestand kunnen bezetten. Het principe is geformuleerd door Wolfgang Pauli in 1925 en wordt ook wel uitsluitingsprincipe, exclusieprincipe, pauliprincipe of pauliverbod genoemd. Het zegt dat er in een atoom geen twee elektronen kunnen zijn met vier identieke kwantumgetallen. Door het invoeren van het spinkwantumgetal kunnen twee elektronen zich in één orbitaal (hetzelfde magnetisch, hoofd-, nevenkwantumgetal) bevinden, mits ze verschillen in hun spinkwantumgetal.
Het pauliprincipe geldt alleen voor fermionen, deeltjes die antisymmetrische kwantumtoestanden vormen en halftallige spin hebben. Onder fermionen vallen onder andere protonen, neutronen, de quarks waaruit die bestaan, en elektronen – alle soorten elementaire deeltjes waaruit materie is opgebouwd. Het principe heeft grote invloed op veel van de karakteristieke eigenschappen van materie. Bosonen, zoals het foton en het graviton, gehoorzamen het uitsluitingsprincipe niet. Deze vormen symmetrische kwantumtoestanden, en hebben heeltallige spin, in tegenstelling tot fermionen.
Met informatie over identieke deeltjes in het achterhoofd, kan het principe gemakkelijk afgeleid worden. Fermionen van dezelfde soort vormen totaal antisymmetrische toestanden, wat in het geval van twee deeltjes betekent dat
{\displaystyle |\psi \psi '\rangle =-|\psi '\psi \rangle }.
Als beide deeltjes dezelfde kwantumtoestand {\displaystyle |\psi \rangle } bezetten, is de toestand van het hele systeem {\displaystyle |\psi \psi \rangle }. Dan
{\displaystyle |\psi \psi \rangle =-|\psi \psi \rangle =0\;{\hbox{(nul-ket)}}}
dus komt zo'n toestand niet voor. Dit kan men uitbreiden naar het geval van meer dan twee deeltjes.

## Gevolgen
Het uitsluitingsprincipe speelt een rol in een groot aantal natuurkundige verschijnselen. Een van de belangrijkste, waarvoor het principe oorspronkelijk geformuleerd is, is de elektronenschilstructuur van atomen. Een elektrisch neutraal atoom bevat evenveel gebonden elektronen als er protonen in de kern zitten. Aangezien elektronen fermionen zijn, verbiedt het uitsluitingsprincipe dat ze dezelfde kwantumtoestand bezetten.
Beschouw bijvoorbeeld een neutraal heliumatoom, dat twee gebonden elektronen heeft. Deze kunnen beide de laagste energietoestand (1s) bezetten door tegengestelde spins aan te nemen. Dit is niet in tegenspraak met het uitsluitingsprincipe omdat spin een deel is van de kwantumtoestand van het elektron, dus de twee elektronen bezetten verschillende kwantumtoestanden. Spin kan echter slechts twee verschillende waarden (eigenwaarden) aannemen. In een lithiumatoom, dat drie gebonden elektronen bevat, past het derde elektron niet in een 1s-toestand en daardoor moet het in de hogere energietoestand 2s gaan zitten. Op dezelfde manier maken zwaardere elementen steeds hogere energieschillen. De chemische eigenschappen van een element hangen grotendeels af van het aantal elektronen in de buitenste schil, wat resulteert in het periodiek systeem der elementen.
Het pauliprincipe is ook verantwoordelijk voor de stabiliteit van materie op grote schaal. Moleculen kunnen niet willekeurig dicht bij elkaar worden geduwd, doordat de gebonden elektronen in elk molecuul niet dezelfde toestand in een ander molecuul binnen mogen gaan; dit is de oorzaak van de afstotende r−12 -term in de Lennard-Jones-potentiaal. Zonder het pauliprincipe zouden we door de vloer zakken.
De astronomie geeft ons de spectaculairste demonstraties van dit effect, in de vorm van witte dwergen en neutronensterren. In beide objecten worden de normale atoomstructuren verstoord door grote gravitatiekrachten. De deeltjes worden dan alleen nog ondersteund door een "ontaardingsdruk" geproduceerd door het pauliprincipe. Deze exotische vorm van materie staat bekend als ontaarde materie. In witte dwergen worden de atomen uit elkaar gehouden door de ontaardingsdruk van de elektronen. In neutronensterren, die nog grotere gravitatiekrachten vertonen, zijn de elektronen met de protonen samengegaan, zodat er neutronen zijn gevormd. De neutronen produceren een grotere ontaardingsdruk. Bij nog grotere gravitatiekrachten neemt men aan dat de neutronen uiteenvallen in quarks die één groot nucleon vormen, een quarkster.

## Noot
1. ↑  In termen van golffuncties voor twee deeltjes betekent dit dat {\displaystyle \psi (\mathbf {r} _{1},\mathbf {r} _{2})=-\psi (\mathbf {r} _{2},\mathbf {r} _{1})}